# Alan Greenspan

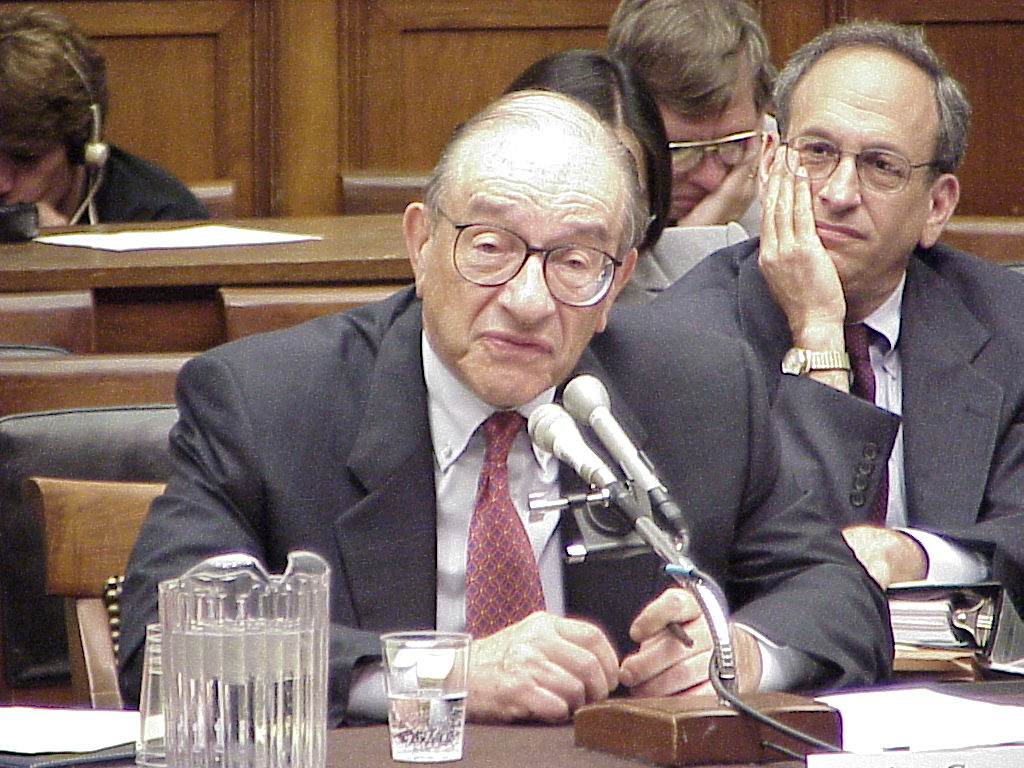
Alan Greenspan

Alan Greenspan (nascut a Nova York el 6 de març de 1926) és un economista nord-americà que va ser president de la Reserva Federal dels Estats Units entre 1987 i 2006.
Especialista en política monetària interna dels Estats Units, la seva gestió de la caiguda d'octubre de 1987 i la inflació durant el seu mandat és reconeguda. Lloant la seva àmplia experiència, els mitjans el van anomenar "l'economista dels economistes ", o el "Mestre", en vista de la bogeria dels anys 90 per la tecnologia, que va fomentar. No obstant això, va ser qüestionat durant la Crisi hipotecària de 2007 per haver permès un fort augment de l'oferta monetària al final del seu mandat, per una política de tipus d'interès molt baixos seguida d'un important ajust dels tipus de referència, i per ignorar les advertències sobre el mercat d’hipoteques subprime de la Junta de la Reserva Federal, inclòs Edward Gramlich.

## Biografia
Alan Greenspan va créixer a Manhattan, Nova York, al barri de Washington Heights. Fill únic nascut el 1926 en una família jueva, els seus pares es van divorciar poc després del seu naixement. La seva mare el va criar sol, treballant com a venedora en una botiga de mobles. El seu pare era un agent de borsa a Wall Street i va escriure un llibre el 1935, Growth Returns, que li va dedicar.
El 1943, graduant-se a la George Washington High School, va escapar del reclutament militar per raons mèdiques i, posposant l'entrada a la universitat, va passar dos anys com a músic professional a la banda d'Henry Jérôme.
A la tardor de 1945, va ingressar a l'Escola de Negocis, Comptabilitat i Finances de la Universitat de Nova York. Va obtenir la llicenciatura en economia a la primavera de 1948. Durant els seus estudis, va haver de treballar per arribar a fins de mes en diverses activitats, inclosa una a la National Industrial Conference Board. Va obtenir el seu màster en economia el 1950 i va continuar els seus estudis com a estudiant de doctorat a la Universitat de Colúmbia amb Arthur Burns. El 1953 es va incorporar i va fundar l'empresa d'anàlisi i consultoria econòmica Townsend-Greenspan, deixant de banda la seva tesi The Habits of American Households in Matters of Spending and Saving que estava a punt de completar.
El 1967, es va implicar en la vida pública en unir-se a l'equip de campanya de Richard Nixon, el candidat republicà que va esdevenir president dels Estats Units el 1969. Prenent una certa distància del nou govern, no obstant això, va acceptar la presidència del Consell d'Assessors Econòmics (CEA), on va prendre possessió el 8 d'agost de 1974, el dia abans de la renúncia de Richard Nixon arran de l'escàndol Watergate. Va ocupar aquest càrrec fins al final del mandat presidencial de Gerald Ford el 1977, després va tornar a dirigir la seva empresa de consultoria.
El 1977, va defensar la seva tesi a la Universitat de Nova York i va obtenir el seu doctorat en economia.
El 1979, va entrar a l'equip de campanya presidencial de Ronald Reagan, que va esdevenir president el 1981 i va ser reelegit el 1984.
L'11 d'agost de 1987, va ser nomenat 13 President de la Junta de la Reserva Federal dels Estats Units per Ronald Reagan, en substitució de Paul Volcker. Només dos mesos després de la seva arribada al capdavant d'aquesta institució, va haver d'afrontar el crac d'octubre de 1987. Des d'aleshores serà confirmat en el seu càrrec pels presidents George HW Bush, republicà, i Bill Clinton, demòcrata. El 2004, George W. Bush el torna a nomenar per exercir l'últim mandat. Renuncia al seu càrrec l'11 de febrer de 2006 a favor de Ben Bernanke.
Durant el seu mandat a la Reserva Federal, va ajudar a popularitzar la regla Greenspan-Guidotti, que pren el seu nom.
El 1999, deroga amb Robert Rubin i Larry Summers la Llei Glass-Steagall, que mantenia la separació entre els oficis de la banca de dipòsit i la banca d'inversió. Promou el comerç sense venda i els derivats que acceleraran la crisi financera global del 2007-2012.
Era amic d'Ayn Rand i es defineix com un republicà llibertari .
Milton Friedman, pare del monetarisme, el considerava el millor governador de la Fed.
Alan Greenspan és un comandant de la Legió d'Honor. Està casat des de 1997 amb la reportera de la NBC Andrea Mitchell.
És un antic membre del Bohemian Club. Va participar en la Conferència Bilderberg de 2002.
Després de la crisi de les hipoteques subprime, i haver d'explicar-se al Congrés el 23 d'octubre de 2008, reconeix públicament que el seu sistema de fer del lliure mercat és la millor manera d'organitzar l'economia. Greenspan també afirma haver estat superat per les tecnologies d'automatització dels mercats financers.
És assessor de Pacific Investment Management Company (Pimco, controlada per Allianz), un dels principals creditors privats de l'Estat americà.